# Pronto... c'è una certa Giuliana per te
Pronto... c'è una certa Giuliana per te è un film del 1967 diretto da Massimo Franciosa.

## Trama
Giuliana e Paolo frequentano lo stesso liceo e affrontano la loro prima storia d'amore con i classici problemi della loro età che sono lo studio e i rapporti con i parenti (genitori e zie, che limitano le loro scelte), ma alla fine decideranno di percorrere la loro strada in piena libertà.